# مستقبل الناقل العصبي

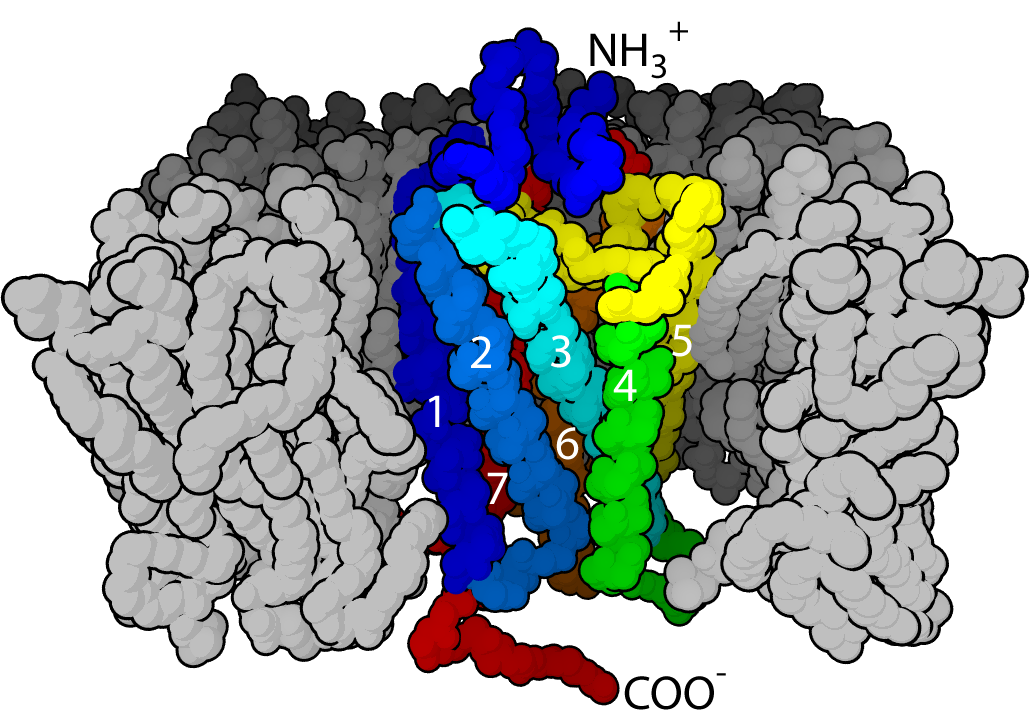
شكل 1: بنية المستقبل المقترن بالبروتين ج المكونة من سبعة حِلِزَّات ألفا عبر غشائية.

مستقبل الناقل العصبي (والمعروف كذلك بالمستقبل العصبي) هو بروتين مستقبل غشائي يُنشِّطه ناقل عصبي.
يمكن للمواد الكيميائية الموجودة على السطح الخارجي للخلية -مثل الناقل العصبي- الاصطدام بعشاء الخلية، حيثُ توجد المستقبلات. عند اصطدام الناقل العصبي بمستقبلاته المقابلة على سطح الخلية، يحدث ارتباط بينهما ما يحرض عددًا من الأحداث الأخرى داخل الخلية. نتيجة لذلك، يمكن اعتبار المستقبل الغشائي جزءًا من الآلية الجزيئية التي تستخدمها الخلايا في التواصل مع بعضها البعض. تمثل مستقبلات الناقل العصبي بدورها فئة من المستقبلات التي ترتبط على وجه التحديد مع النواقل العصبية دون غيرها من الجزيئات الأخرى.
في الخلايا بعد المشبكية، تتلقى مستقبلات الناقل العصبي الإشارات المسؤولة عن تحريض الإشارة الكهربائية، عن طريق تنظيم نشاط القنوات الأيونية. يؤدي تدفق الأيونات عبر القنوات الأيونية المفتوحة بسبب ارتباط النواقل العصبية مع مستقبلاتها المقابلة المحددة إلى تغيير جهد الغشاء الخاص بالعصبون. يسبب هذا بدوره بإطلاق إشارة على طول المحور (انظر جهد الفعل) مرورًا بالمشبك حتى وصولها إلى عصبون آخر وربما إلى شبكة عصبية كاملة. قد تمتلك الخلايا قبل المشبكية العديد من المواقع المستقبلة الخاصة بالنواقل العصبية المحررة بواسطة هذه الخلايا (انظر المستقبل الذاتي)، ما من شأنه توفير الارتجاع اللازم وتوسط التحرير المفرط للنواقل العصبية منها.
يوجد نوعان رئيسيان من مستقبلات الناقل العصبي: المستقبلات الأيونوتروبية والمستقبلات التحولية. تشير المستقبلات الأيونوتروبية إلى عبور الأيونات من خلال المستقبل، بينما تشير المستقبلات التحولية إلى انتقال الرسائل عبر مرسال ثان داخل الخلية (أي تتسم المستقبلات التحولية بغياب القنوات). توجد أنواع عديدة من المستقبلات التحولية، بما في ذلك المستقبلات المقترنة بالبروتين ج. يُطلق على المستقبلات الأيونوتروبية أيضًا اسم القنوات الأيونية المبوبة بالربيطة ويمكن تنشيطها من خلال النواقل العصبية (الربائط) مثل الغلوتامات وغابا، ما يساهم بدوره في بمرور أيونات معينة عبر الغشاء. تؤدي أيونات الصوديوم (التي تتمكن من العبور بواسطة مستقبل الغلوتامات على سبيل المثال) إلى إثارة الخلية بعد المشبكية، بينما تؤدي أيونات الكلوريد (التي تعبر بواسطة مستقبل غابا-أ على سبيل المثال) إلى تثبيط الخلية بعد المشبكية. يقلل التثبيط من احتمال حدوث جهد الفعل، بينما تزيد الاستثارة من احتمال حدوثه. في المقابل، لا تُعد المستقبلات المقترنة بالبروتين ج استثارية ولا تثبيطية. عوضًا عن ذلك، تمتلك هذه المستقبلات العديد من الوظائف المختلفة مثل تعديل فعل القنوات الأيونية الاستثارية أو التثبيطية أو تحريض سلسلة الإشارات المسؤولة عن تحرير الكالسيوم من أماكن تخزينه داخل الخلية. تُعتبر غالبية مستقبلات الناقل العصبي من المستقبلات المقترنة بالبروتين ج.

## التوضع
تتوضع مستقبلات الناقل العصبي (إن تي) على سطح الخلايا العصبونية والدبقية. في منطقة المشبك، يرسل عصبون أول الرسائل إلى عصبون ثان عبر النواقل العصبية. نتيجة لذلك، يعمل العصبون بعد المشبكي، الذي يستقبل الرسائل، على تكديس مستقبلات الناقل العصبي في مكان محدد من غشائه. يمكن لمستقبلات الناقل العصبي العبور إلى داخل أي منطقة من غشاء العصبون مثل التغصنات الشجيرية، والمحاور العصبية وجسم الخلية. قد تتوضع المستقبلات في أجزاء مختلفة من الجسم لتعمل إما كمستقبلات استثارية أو تثبيطية لنوع معين من النواقل العصبية. تشمل الأمثلة على ذلك مستقبلات الناقل العصبي الأستيل كولين (إيه سي إتش)، إذ يتوضع نوع من هذه المستقبلات في منطقة الموصل العصبي العضلي داخل العضلات الهيكلية من أجل تسهيل التقلص العضلي (تأثير استثاري)، بينما يقع النوع الآخر من هذه المستقبلات في القلب من أجل إبطاء معدل ضربات القلب (تأثير تثبيطي).